# Autolytus macleareanus
Autolytus macleareanus är en ringmaskart som beskrevs av McIntosh 1885. Autolytus macleareanus ingår i släktet Autolytus och familjen Syllidae. Inga underarter finns listade i Catalogue of Life.